# Étier du Pouliguen
L'étier du Pouliguen (ou grand étier du Pouliguen) est un chenal d'étiage qui relie les marais salants de Guérande à l'océan Atlantique et qui, tout en servant de limite à la commune du Pouliguen avec celle de La Baule-Escoublac, abrite le port des deux cités.

## Situation
L’étier du Pouliguen assure la liaison hydraulique entre les marais salants de Guérande et l’océan Atlantique. Il fixe la limite est de la commune du Pouliguen avec celle de La Baule-Escoublac.
Le port de plaisance est établi à l’embouchure de l’étier, qui nécessite un dragage permanent.

## Risques naturels
Entre le 26 février et le 1er mars 2010, la tempête Xynthia a provoqué la remontée d’eau dans l’étier entraînant des submersions dans la zone urbanisée, ainsi que dans les marais situés plus en amont.
Des travaux de rénovation des digues de l’étier du Pouliguen ont été entrepris sur 8,5 km et réalisés de 2014 à fin 2018, pour un coût de 8 M€, financés à 40 % par l'État, 15 % par les Pays de la Loire et 15% par le département de Loire-Atlantique, Cap Atlantique assurant la mission d’entretien et de surveillance des digues,.
La commune du Pouliguen a élaboré un plan communal de sauvegarde (PCS), qui affronte les risques potentiels liés à l’étier qui sont les tempêtes, les submersions marines, les mouvements de terrain, le déversement de matières dangereuses et les risques sanitaires engendrés.